# Ferno
Ferno (Fèrnu nel dialetto locale, pronuncia: [ˈfɛrnu]) è un comune italiano di 6 713 abitanti (2017) della provincia di Varese in Lombardia.

## Storia

### Simboli
Lo stemma comunale è stato riconosciuto con decreto del capo del governo del 9 giugno 1937.
Il gonfalone, concesso con decreto del presidente della Repubblica del
10 gennaio 1985, è un drappo partito di rosso e di azzurro.

## Monumenti e luoghi d'interesse

### Architetture civili
- Mulino. Di origine antichissima (forse pre-romana), ed attualmente allo stato di rudere[senza fonte], si presentava con un impianto derivato da quello tipico delle cascine, con cinque locali adibiti ad abitazione, un grande portico per il carico e lo scarico delle merci, le stalle e le macine. Tra tutti i mulini esistenti sulla sponda lombarda è senza dubbio quello che meglio rappresentava la struttura della tipologia molitoria.

### Architetture religiose
- La chiesa di Santa Maria è l'edificio più antico del paese, è stata costruita in stile romanico nel XIV secolo e fu ampliata nel XVI secolo; la navata presenta vari affreschi medievali, mentre il presbiterio conserva alcuni affreschi manieristi di fattura non eccelsa e in fondo è posizionato sull'altare maggiore un trittico raffigurante la Madonna col bambino e Santi opera di un pittore seguace di Gaudenzio Ferrari. In passato è stata usata come lazzaretto per i malati di peste; il cibo veniva passato tramite delle finestrelle, oggi murate. Situata davanti all'aeroporto di Milano - Malpensa è una grande meta turistica per i visitatori. In questa chiesetta si celebrano rosari e piccole messe dopo delle processioni.
- La chiesa di san Martino era, in epoca medievale, la parrocchiale. La chiesa attuale risale alla fine del seicento, presenta un'architettura semplice e sobria. All'interno è presente un altare in marmo con una tela di un anonimo raffigurante San Martino che dona il suo mantello ad un mendicante. Sono state trovate tracce di alcuni affreschi arrivati a noi in modo frammentario. Ha una navata unica ricoperta da una volta a botte mentre la sacrestia presenta una volta ad ombrello.
- Altri edifici religiosi sono la chiesa parrocchiale di sant'Antonio abate, la cappelletta della Madonnina, la chiesa della Vergine Maria a San Macario, la chiesa di sant'Antonio di Ferno e la Sala del Regno dei Testimoni di Geova di Ferno.

## Società

### Evoluzione demografica
Abitanti censiti

## Cultura

### Istruzione

#### Musei
All'interno del Parco del Ticino, tra i comuni di Somma Lombardo e di Ferno si trova il Parco e Museo di Volandia, il più grande museo aeronautico italiano ed uno dei maggiori a livello europeo. Il complesso sorge sul sito delle storiche officine Caproni 1910 ed ospita una collezione di più di 100 velivoli su circa 250.000 m² di superficie museale.

## Infrastrutture e trasporti
La stazione di Ferno-Lonate Pozzolo, posta lungo la ferrovia Busto Arsizio-Malpensa Aeroporto, è servita da collegamenti regionali svolti da Trenord nell'ambito del contratto di servizio stipulato con la Regione Lombardia.
Fra il 1933 e il 1951 Ferno era servita da una diramazione proveniente da Gallarate della tranvia Milano-Gallarate, gestita dalla STIE.